# Vstavač kukačka
Vstavač kukačka (Anacamptis morio, syn. Orchis morio) je vytrvalá bylina, která patří k silně ohroženým druhům v České republice. Latinský druhový název „morio“ (česky „šašek“) vznikl na základě podobnosti okvětních lístků tvořících přilbu a šaškovské čapky. Druh byl na základě výsledků fylogenetických studií přeřazen z rodu Orchis do rodu Anacamptis.

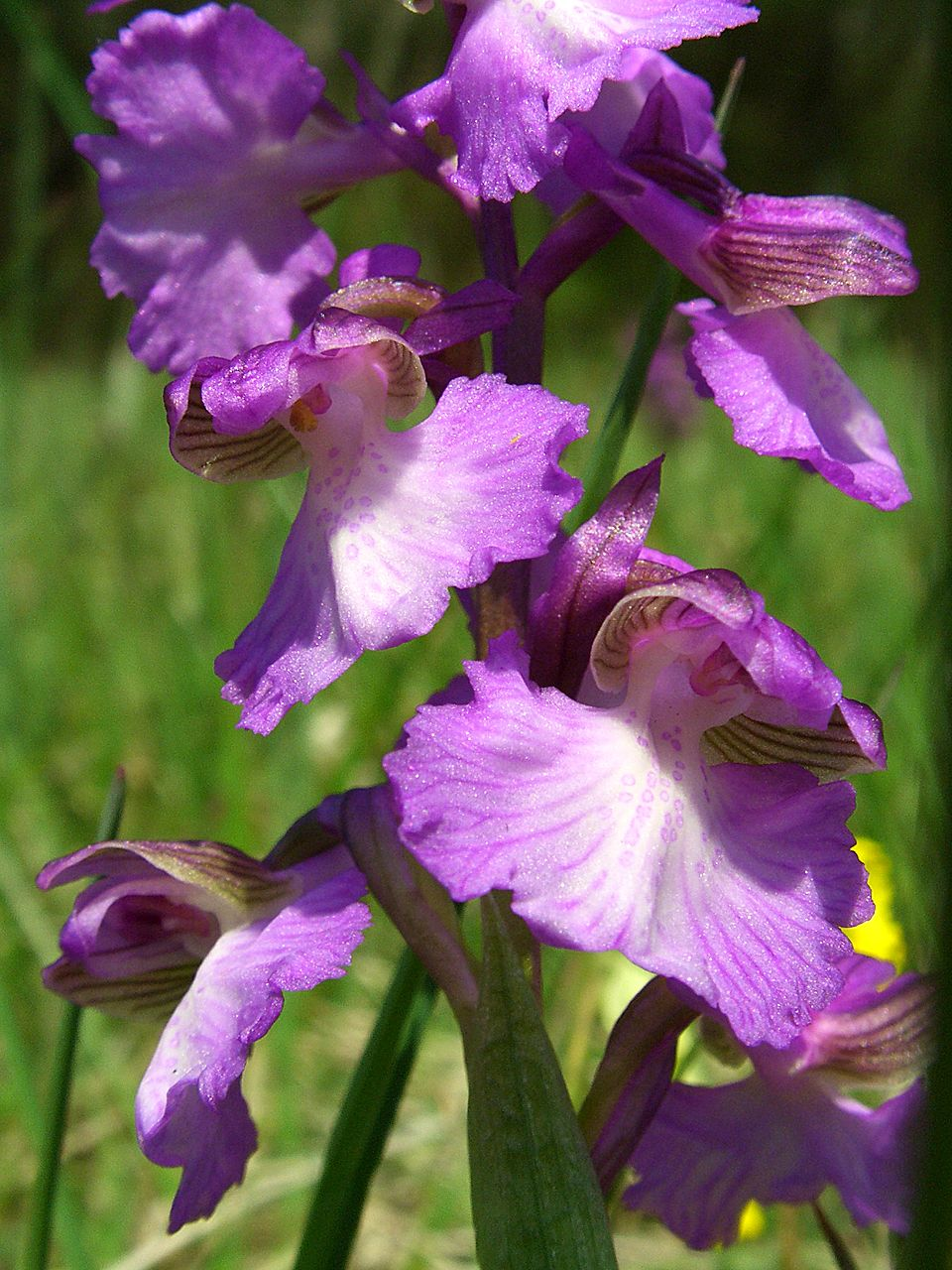
Detail květů druhu vstavač kukačka

## Výskyt
Dříve to byl nejrozšířenější druh celého rodu Orchis na českém území. Dnes patří k silně ohroženým druhům. Jedna z příčin jeho stále vzácnějšího výskytu je jeho citlivost na zvyšování koncentrace minerálních látek v půdě a změnu půdního komplexu. Nalézá se nejčastěji na nehnojených loukách a pastvinách, dále na světlejších místech křovinatých strání. Vyskytuje se převážně v oblasti pahorkatin a v nižších polohách podhůří. Obývá půdy bazické i kyselé (pH v rozmezí 5,5–8,6), častěji se však nachází v půdách neutrálních až slabě bazických. Druh je rozšířen takřka po celé Evropě (vyjma její nejsevernější a nejvýchodnější část a Středozemí). V ČR se setkáme pouze s nominátním poddruhem, a to spíše u východních hranic ČR.

## Charakteristika
Rostlina je vysoká 8 až 30 cm, ojediněle může být i vyšší. Hlízy jsou malé, kulovité. Má nečetné krátké a silné kořeny. Kvete od května do června. Lodyha je vzpřímená, světle zelená, nahoře bývá fialová, nad její bází jsou nahloučeny listy, které v horní části chybí. Listy jsou modravě sivozelené a kopinaté. Dosahují délky až 14 cm, široké jsou 5–15 mm. Horní listy jsou menší a pochvovité. Květenství má vejčitý až široce válcovitý tvar, nejběžněji má fialovou barvu. Dosahuje délky až 13 cm, většinou však menší, má průměr 3–4 cm, zahrnuje 7–25 květů. Květy má středně velké, nachové až růžové, ojediněle bílé. Okvětní lístky jsou skloněny a tvoří přilbu, vnější lístky jsou pětižilné a dlouhé 5–8 mm, vnitřní jsou dvoužilné a o něco kratší. Pysk je ostruhatý, zpravidla širší než delší, fialově červený, na bázi bělavý.